# Samson Akinyoola
Samson Olanrewaju Akinyoola, né le 3 mars 2000, est un footballeur international béninois qui joue comme attaquant pour le club égyptien de Zamalek dans le championnat d'Egypte de football.

## Biographie
Samson Olanrewaju Akinyoola est né le 3 mars 2000 à Porto-Novo au Bénin. Il détient la nationalité béninoise et nigériane.

### Carrière en club
Akinyoola commence sa carrière de footballeur professionnel en rejoignant le club Fortuna Liga Senica. Il fait ses débuts pour Senica le 14 septembre 2019 lors d'un match contre le DAC Dunajská Streda. Il montre ses compétences en tant qu'attaquant et attire rapidement l'attention pour ses performances sur le terrain.
En 2021, Akinyoola rejoint le club de Premier League égyptienne Zamalek, où il continue à démontrer son talent et contribue au succès de l'équipe.

### Carrière internationale
Akinyoola représente l'équipe nationale du Bénin lors de la qualification de la Coupe d'Afrique des Nations des moins de 20 ans 2019. La compétition au niveau international lui donne une expérience précieuse et lui permet de montrer ses capacités sur une scène plus large.